# Тхань Ту
Тхань Ту (вьет. Thanh Tú, полное имя Ву Тхань Ту (вьет. Vũ Thanh Tú); род. 13 августа 1944, Ханой, Французский Индокитай) — известная вьетнамская актриса театра и кино.

## Биография
Родилась 13 августа 1944 года в Ханое, Французский Индокитай. Из многодетной семьи интеллигентов, её отец был заместителем Министра строительства.
В возрасте 9 лет, по специальной программе для детей высших должностных лиц, была отправлена на обучение в Китай. Затем, вернувшись в Ханой, училась в национальной спецшколе имени Тю Ван Ана, затем в архитектурном колледже.
В 1964 году завершила четырёхлетнее обучение в Студии при Ханойском драматическом театре. Играла роли в театре.
С 1965 года в кино. Начала сниматься у своего будущего мужа — кинорежиссёра Фам Ки Нама, став впоследствии популярной вьетнамской актрисой.

## Фильмография
- 1965 — Море огня / Biển lửa
- 1969 — Фронт зовёт[вьет.] / Tiền tuyến gọi
- 1974 — Девочка из Ханоя[англ.] / Em bé Hà Nội
- 1975 — Небо / Vùng trời
- 1976 — Августовская звезда / Sao tháng Tám — Ню